# 4845 T-1
4845 T-1 är en asteroid i huvudbältet som upptäcktes den 13 maj 1971 av den nederländsk-amerikanske astronomen Tom Gehrels och det nederländska astronomparet Ingrid van Houten-Groeneveld och Cornelis Johannes van Houten vid Palomarobservatoriet.